# Лимонит
Лимонитът е желязна руда, съставена от смес от хидратиран железен(III) оксид-хидроксид в различна композиция. Общата формула често се изписва като FeO(OH)·nH2O, въпреки че това не е изцяло точно, тъй като съотношението на оксид към хидроксид може да варира в широки граници. Лимонитът е една от двете основни железни руди заедно с хематита и се добива за производство на желязо от поне 2500 г. пр.н.е.

## Име
Наименованието на лимонита произлиза от гръцката дума за ливада (λειμών), в алюзия със срещането му като блатна желязна руда в ливади и блата. В кафявата си форма понякога е наричан кафяв хематит или кафява желязна руда. В ярко жълтата си форма понякога е наричан лимонен камък или жълта желязна руда.

## Характеристики
Лимонитът е относително плътен със специфично тегло, вариращо от 2,7 до 4,3. Има различни цветове, от ярко лимоново жълто до сиво-кафяво. Цветът на чертата на лимонита върху необработен порцелан е винаги кафеникав, характеристика, която го отличава от хематита с червена черта или от магнетита с черна черта. Твърдостта му по скалата на Моос е променлива, но обикновено е в диапазона 4 – 5,5.
Въпреки че първоначално е определен като един минерал, днес лимонитът се счита за смес от сходни хидратирани минерали на железен оксид, сред които гьотит, акаганеит, лепидокрокит и ярозит. Индивидуалните минерали в лимонита могат да образуват кристали, но лимонитът не образува такива, въпреки че някои образци могат да покажат влакнеста или микрокристална структура и лимонитът често се среща в сгъстени форми или в досег със земни маси. Поради аморфната си природа и находища в хидратирани райони, лимонитът често се проявява като глина. Все пак, съществуват псевдоморфози на други минерали като пирит. Това означава, че химическата ерозия трансформира кристалите на пирита в лимонит чрез хидратиране на молекулите, но външната форма на пиритените кристали остава. Лимонитени псевдоморфози се образуват и от други железни оксиди като хематит и магнетит, от карбоната сидерит и от силикати, богати на желязо, като алмандин.

## Образуване
Лимонитът обикновено се образува от хидратацията на хематит и магнетит, от оксидацията и хидратацията на сулфидни минерали, богати на желязо, и химическа ерозия на други минерали, богати на желязо, като оливин, пироксен, амфибол и биотит. Често е основният компонент в латеритните почви. Също така, често се отлага при оттичащите потоци от рудодобивни действия.

## Приложение
Едно от първите приложения на минерала е като пигмент. Жълтата му форма произвежда охра, покрай която Кипър става известен, докато по-тъмните форми дават по-земни окраски. Печенето на лимонит го променя леко до хематит, произвеждайки червена охра.
Блатна желязна руда и лимонитови глини се добиват като източник на желязо.

## История
Докато първата желязна руда е най-вероятно метеоритно желязо, а хематитът е доста по-лесен за топене, в Африка, където са намерени първите доказателства за желязна металургия, лимонитът е най-често срещаната желязна руда. Развиват се сложни системи, най-вече в Танзания, за преработка на лимонит. Въпреки това, хематитът и магнетитът остават предпочитани руди, когато топенето става в плитки пещи и едва с развиването на доменните пещи през 1 век пр.н.е. в Китай и около 1150 г. в Европа лимонитът бива използван с най-голяма полза.
Що се отнася до употребата на кафявата руда като пигмент, това е един от най-ранно използваните от човека материали и може да бъде видян в новокаменни пещерни рисунки и пиктограми.